# Лог Чезсошки
Лог Чезсошки (словен. Log Čezsoški; итал. Loga d'Oltresonzia) је мало насеље у општини Бовец која припада покрајину Приморска у Горишкој регији.
Налази се на левој обали реке Соча у подножју планине Половник на надморској висини 344,4 м површине 0,73 км². Приликом пописа становништва 2011. године насеље је имало 67 становника
У близини се налази водопад Бока.
У насељу постоје 2 објекта који спадају у непокретана културна добра Републике Словеније.